# Buddhanuss
Die Buddhanuss (Pterygota alata) ist eine Baumart aus der Unterfamilie der Sterkulien- oder Stinkbaumgewächse. Sie ist durch ihre Samenkapseln auch in Mitteleuropa bekannt.

## Beschreibung
Pterygota alata ist ein immergrüner Baum, der eine Höhe von bis zu 30 Meter erreicht. Seine Borke ist grau oder braungrau, die Rinde der Zweige anfangs gelblich behaart.
Die Nebenblätter sind stark zugespitzt und werden früh abgeworfen. Die wechselständigen Laubblätter sind einfach und gedrängt an den Zweigenden. Der Blattstiel wird 5 bis 15 Zentimeter lang. Die Blattspreite ist herzförmig oder breit-eiförmig, 13 bis 35 Zentimeter lang und 10 bis 17 Zentimeter breit. Ober- und Unterseite sind anfangs behaart. Der Blattrand ist fast ganzrandig, die Blattbasis ist herzförmig oder gestutzt, die Blattspitze abgerundet bis spitz oder stumpf.

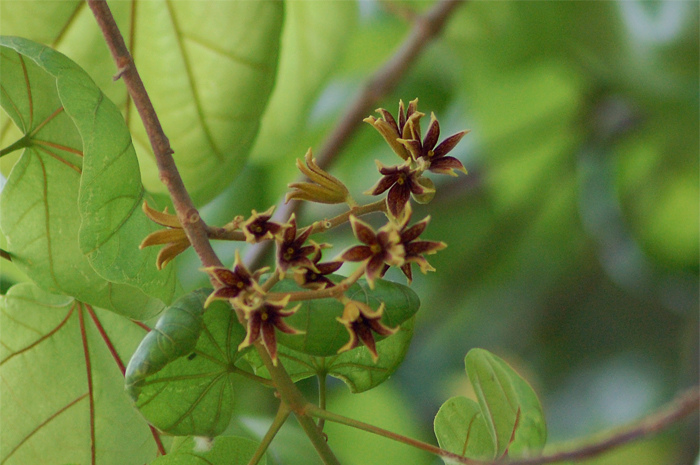
Blütenstand

Die gelb-bräunlich, roten bis violetten, (funktionell) eingeschlechtlichen, meist fünfzähligen Blüten mit einfacher Blütenhülle stehen locker verteilt in achselständigen Rispen und sind beinahe sitzend. Der fleischige, dickliche Blütenkelch ist glockenförmig und besitzt 17 bis 20 Millimeter lange, außen dicht behaarte, lanzettliche bis eilanzettliche und klappige Lappen, die Kronblätter fehlen. Bei den männlichen Blüten sind die Staubblätter in einem schwach behaarten Androgynophor verwachsen, das etwa die halbe Länge des Blütenkelchs erreicht. Auf dessen Spitze sind etwa 20 Staubbeutel kugelig um die nicht vollentwickelten Fruchtblätter angeordnet. Bei den weiblichen Blüten sind kurze Staminodien am unteren Teil des Fruchtknotens vorhanden. Der oberständige, fünfteilige Fruchtknoten ist kugelförmig und flaumig behaart, mit fünf kurzen, ausgebogenen und leicht behaarten Griffeln mit kleinen, länglichen Narben. Je Fruchtblatt werden 40 bis 50 Samenanlagen in drei Reihen gebildet. Blütezeit ist von Februar bis März.
Als Früchte werden verholzte, fast rundliche und etwas abgeflachte, etwa 12 Zentimeter große, schwach behaarte, bräunliche Balgfrüchte gebildet, die sich zweiklappig öffnen. Jede Frucht enthält eine große Zahl längliche, flache, einseitig geflügelte Samen, die mit Flügel etwa 7 Zentimeter lang sind.
Die Chromosomenzahl beträgt 2n = 40.

## Verbreitung
Das Verbreitungsgebiet der Art erstreckt sich von Indien und China über Bangladesch, Vietnam und Thailand bis auf die Philippinen. Dort gedeiht sie in offenen Wäldern.

## Systematik
Pterygota alata ist eine Art der Gattung Pterygota, die in der Familie der Malvengewächse (Malvaceae) der Unterfamilie der Sterkuliengewächse (Sterculioideae) zugeordnet ist.

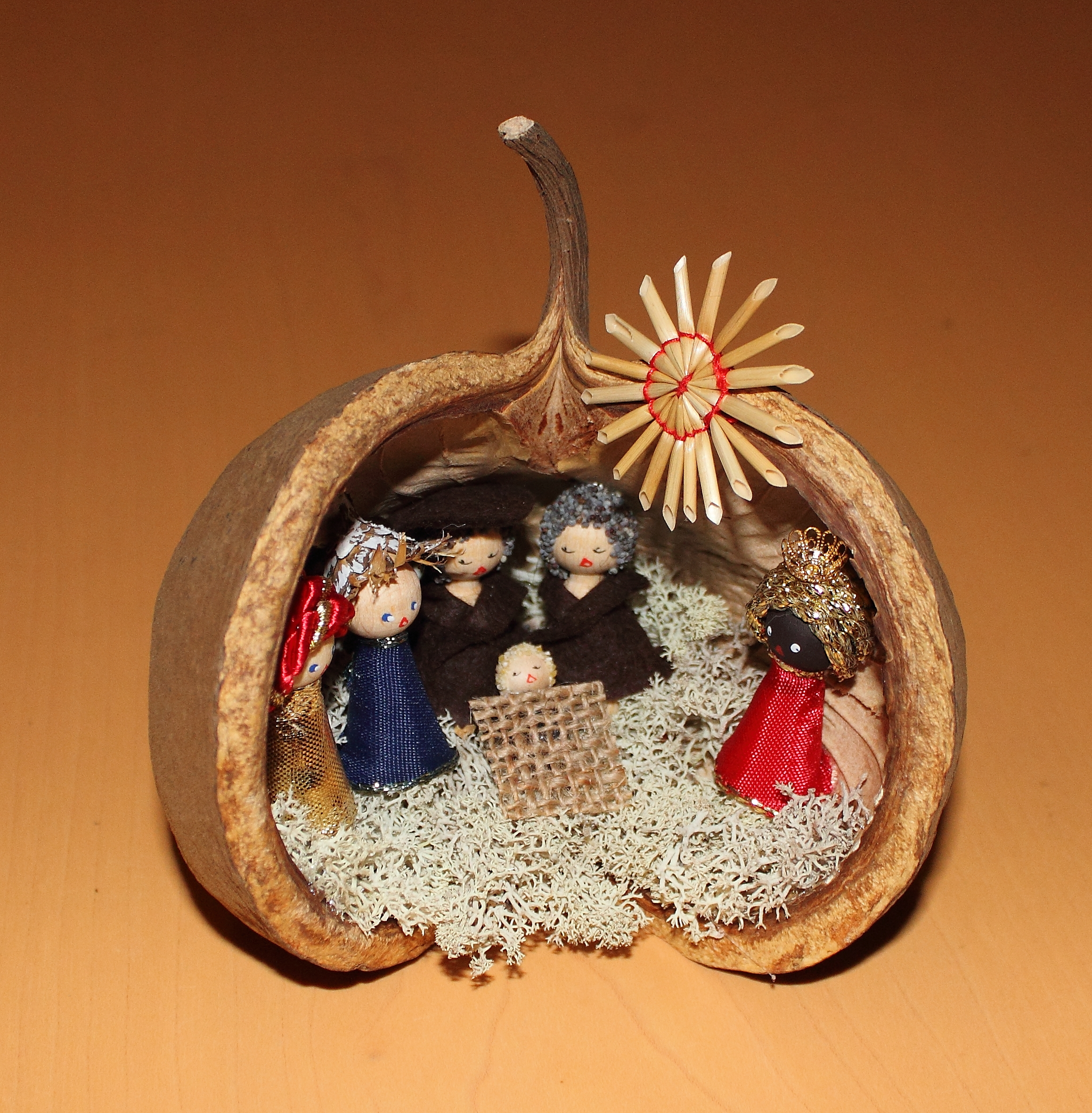
Weihnachtskrippe in einer Balgfrucht der Buddhanuss

## Verwendung
Bäume der Art werden als Schattenspender in Gärten und an Straßenrändern gepflanzt. Die Samen sollen essbar sein und werden auch als Opiumersatz verwendet. Auch ein Öl wird aus ihnen gewonnen.
Das nicht beständige Holz ist leicht und weich.